# Filmfare Award 1958
Der 5. Filmfare Award wurde am Anfang des Jahres verliehen. Bei dieser Verleihung gibt 12 verschiedene Kategorien. Nur bei den Beliebtheitspreisen gibt es mehrere Nominierungen.

## Gewinner und Nominierte
| Meiste Filmfare Awards | Mother India (5 Filmfare Awards) |

| Kategorie               | Filmtitel                      | Gewinner        | Weitere Nominierungen         |
| Bester Film             | Mother India                   | Mehboob Khan    | Mehboob Khan für Mother India |
| Beste Regie             | Mother India                   | Mehboob Khan    | B. R. Chopra für Naya Daur    |
| Bester Hauptdarsteller  | Naya Daur                      | Dilip Kumar     |                               |
| Beste Hauptdarstellerin | Mother India                   | Nargis          |                               |
| Bester Nebendarsteller  | Sharada                        | Raj Mehra       | Ajit für Naya Daur            |
| Beste Nebendarstellerin | Sharada                        | Shyama          | Nanda für Bhabhi              |
| Beste Story             | Naya Daur                      | Akhtar Mirza    |                               |
| Beste Musik             | Naya Daur                      | O. P. Nayyar    | C. Ramchandra für Asha        |
| Bester Schnitt          | Sharada                        | Shivaji Awdhut  |                               |
| Beste Kamera            | Mother India (Schwarzweißfilm) | Faredoon Irani  |                               |
| Bestes Szenenbild       | Pardesi (Schwarzweißfilm)      | M. R. Acharekar |                               |
| Bester Ton              | Mother India                   | R. Kaushik      |                               |